# Papua-neuguineisch-portugiesische Beziehungen
Die papua-neuguineisch-portugiesischen Beziehungen beschreiben das zwischenstaatliche Verhältnis von Papua-Neuguinea und Portugal. Die Länder unterhalten seit 1976 direkte diplomatische Beziehungen.
Die Beziehungen der beiden Ländern gelten als problemfrei, jedoch wenig intensiv. Sie werden vom bilateralen Handel geprägt, der hauptsächlich in portugiesischen Importen von Fischkonserven und Kaffeebohnen aus Papua-Neuguinea besteht. Auch im Rahmen der EU-Entwicklungszusammenarbeit mit Papua-Neuguinea bestehen Berührungspunkte. Die zwei Staaten sind zudem beide Mitglieder in einer Reihe internationaler Organisationen, darunter die Weltgesundheitsorganisation, die Welthandelsorganisation und verschiedene UN-Gremien.
Weder sind portugiesische Staatsbürger in Papua-Neuguinea (Zahlen von 2005) noch Bürger Papua-Neuguineas in Portugal (Zahlen von 2015) gemeldet.

## Geschichte

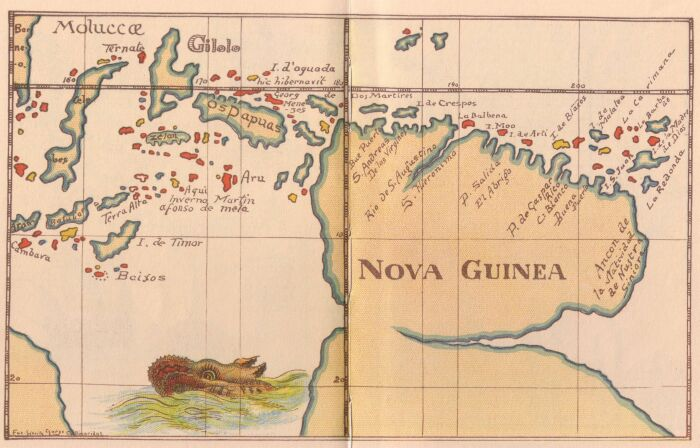
Karte von Nova Guinea um 1600

Der Portugiese Jorge de Meneses gilt als europäischer Entdecker Neuguineas, nachdem er 1526/1527 die Nordküste und vorgelagerte Inseln erkundete.
Für die Portugiesischen Entdeckungsreisenden war die Insel danach nur von geringem Interesse, da es keine bedeutenden Handelsplätze und Handelswaren bot. Zudem fiel das Gebiet nach dem Vertrag von Tordesillas in die spanische Sphäre, so dass auch keine Motivation bestand, hier eigene Handelsplätze einzurichten.
Papua-Neuguinea erreichte 1975 seine Unabhängigkeit von Australien und nahm am 15. Oktober 1976 direkte diplomatische Beziehungen mit Portugal auf. Als erster portugiesischer Botschafter in Papua-Neuguinea akkreditierte sich am 5. August 1997 Zózimo Justo da Silva, Portugals Vertreter in Australien. Eigene Botschaften im jeweils anderen Land eröffneten die Länder danach nicht (Stand März 2017).

## Diplomatie
Portugal unterhält keine eigene Botschaft in Papua-Neuguinea, das zum Amtsbezirk des portugiesischen Botschafters im australischen Canberra gehört. Auch Konsulate führt Portugal dort keine.
Papua-Neuguinea hat ebenfalls keine eigene Vertretung in Portugal, sondern ist dort, wie in den meisten europäischen Ländern, mit seinem Botschafter in Brüssel doppelakkreditiert. Auch Konsulate Papua-Neuguineas bestehen in Portugal nicht.

## Wirtschaft

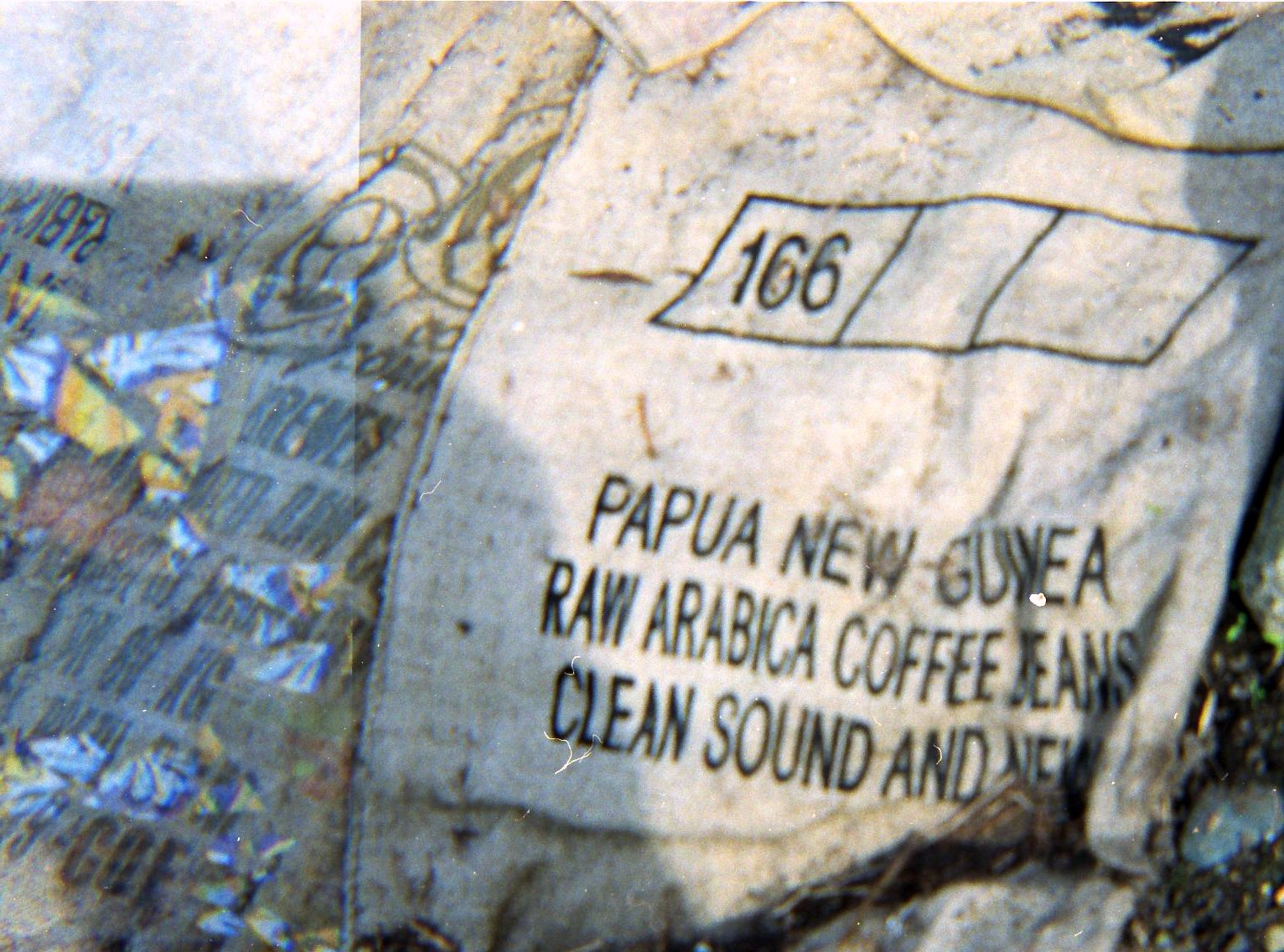
Arabica-Kaffee aus Papua-Neuguinea, nach Fischkonserven das wichtigste Exportgut des Landes im Handel mit Portugal

Die portugiesische Außenhandelskammer AICEP unterhält keine Niederlassung in Papua-Neuguinea, zuständig ist das AICEP-Büro im australischen Sydney.
Im Jahr 2016 exportierte Portugal Waren im Wert von 78.000 Euro nach Papua-Neuguinea (2015: 61.000; 2014: 18.000; 2013: 36.000; 2012: 70.000), davon 87,6 % Textilien und Funktionsgewebe, 7,2 % Fahrzeuge und Fahrzeugteile und 5,2 % Kunststoffe.
Im gleichen Zeitraum lieferte Papua-Neuguinea Waren im Wert von 0,578 Mio. Euro an Portugal (2015: 0,227 Mio.; 2014: 3,808 Mio.; 2013: 2,043 Mio.; 2012: 2,182 Mio.), davon 72,8 % Lebensmittel (insbesondere Fischkonserven) und 27,2 % landwirtschaftliche Erzeugnisse (insbesondere Arabica-Kaffeebohnen).
Damit rangiert Portugal im papua-neuguineischen Außenhandel an 22. Stelle als Abnehmer und an 55. Stelle als Lieferant, während  Papua-Neuguinea im portugiesischen Waren-Außenhandel an 193. Stelle unter den Abnehmern und an 141. Stelle unter den Lieferanten steht.

## Sport
Im portugiesischen Nationalsport Fußball trafen bisher weder die Herren- noch die Frauen-Nationalmannschaften der beiden Länder aufeinander (Stand März 2017). Auch war weder Papua-Neuguinea bei einem der bisherigen portugiesischen Algarve-Cup-Frauen-Fußballturniere, noch Portugal bei der U-20-Fußball-Weltmeisterschaft der Frauen 2016 in Papua-Neuguinea dabei.
In Papua-Neuguinea sind Australian Football und Rugby League populärer als Fußball. Auch hier gab es noch kein Zusammentreffen von Auswahlen der beiden Ländern. Portugal war nicht bei der Rugby-League-Weltmeisterschaft 2017 in Papua-Neuguinea vertreten.